# حفل افتتاح دورة الألعاب الآسيوية 2006

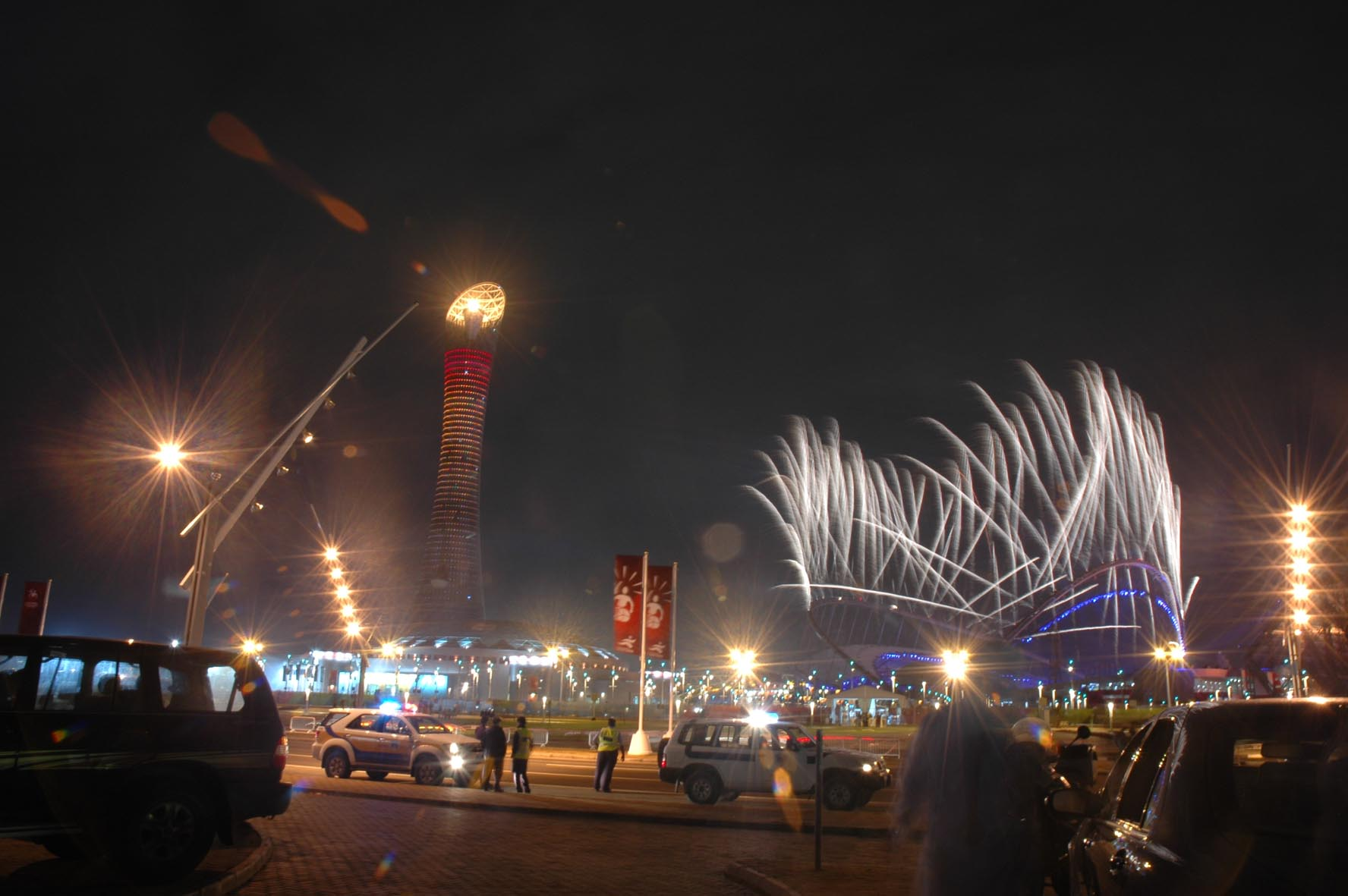
عرض للألعاب النارية في حفل افتتاح دورة الألعاب الآسيوية الخامسة عشرة في ملعب خليفة بالدوحة.

حفل افتتاح دورة الألعاب الآسيوية 2006 عُقد في الدوحة، قطر في 1 ديسمبر 2006 بمناسبة انطلاق دورة الألعاب الآسيوية الخامسة عشرة. وقد أقيم الحفل في استاد خليفة الدولي والذي تم تجديده خصيصاً لدورة الألعاب الآسيوية. وقد حضر الحفل أكثر من 50 ألف متفرج بالإضافة إلى حوالي 20 ألف رياضي وفنان. حضر الحفل العديد من رؤساء الدول الآسيوية ورئيس اللجنة الأولمبية الدولية جاك روج. وقد وعد المسؤولون ومنظمو الحفل بأن يكون حفل الافتتاح الأكثر إثارة في السنوات الأخيرة. وقد وصفت وسائل الإعلام حفل الافتتاح بأنه واحد من أكثر احتفالات الأحداث الرياضية المذهلة من الناحية التكنولوجية المتعددة وأغلى حفل للرياضات المتعددة (بما في ذلك مراسم الافتتاح والختام) في تاريخ الألعاب الآسيوية.

## نظرة عامة

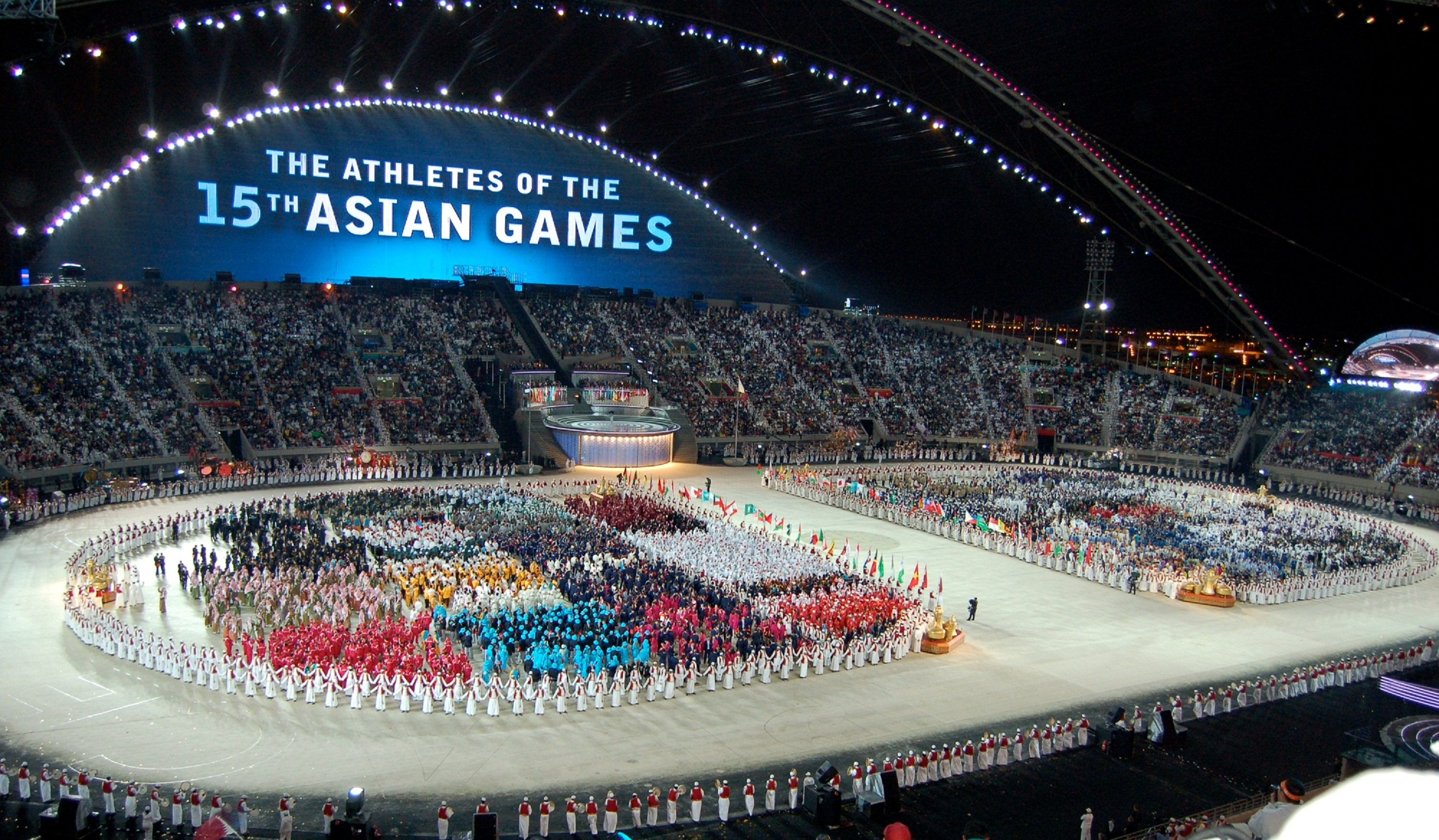
رياضيو دورة الألعاب الآسيوية لعام 2006.

قام بتصميم وإنتاج حفل افتتاح دورة الألعاب الآسيوية الخامسة عشرة في الدوحة 2006 مؤسسة ديفيد أتكينز التي ركزت على مستقبل الشباب وأحلامهم التي تنتظرهم. الأطفال القطريون كانوا أول من أدوا. دخلوا الملعب وقضوا 10 دقائق مشكلين سجادة عربية ثقافية وتقليدية يشار إليها أحيانا باسم سجادة السدو القطرية على أرضية الملعب.
بعد ذلك انتشرت مجموعة أخرى من الشباب من أكاديمية أسباير حول الملعب في مجرد طاقة وبهجة تطارد التميمة الرسمية للدورة أوري المها العربي. لطالما أرادت قطر أن تكون على الخريطة الرياضية مرة أخرى وأن هذا الأداء الذي قام به الشباب خلق تركيزاً على الشباب ليتفهموا أن قطر تريد أن تكون العاصمة الرياضية للشرق الأوسط. ومع ذلك كان هذا مجرد جزء صغير من وصف حفل الافتتاح الرائع. كان الملعب ممتلئًا بالمتفرجين من جميع أنحاء القارة الآسيوية أيضًا بعض رؤساء دولهم في الحضور لدعم بلادهم. مجموعة من الأضواء أشعلت الملعب بأضواء متعددة الألوان.
بدأ الحفل بترحيب أمير قطر حمد بن خليفة آل ثاني مع رئيس المجلس الأولمبي الآسيوي أحمد فهد الأحمد الصباح وزوجته. بعد ذلك بدأ العد التنازلي 10 ثواني للإشارة إلى بدء حفل الافتتاح. الرسالة «السلام عليكم» من مجموعة تتكون من 2,300 شاب مع التحية العربية السلام عليكم بعد العد التنازلي. مجموعة من الأطفال بقيادة ناصر خالد الكبيسي قاموا بغناء نشيد قطر الوطني ورفع العلم الوطني.
الجزء الأول من العرض المسمى «الرحلة تبدأ» يحكي عن شاب يدعى باحث يترك عائلته وحبيبته نورا ويبدأ في اكتشافه لآسيا ويسترشد به فقط عن طريق النجوم والأسطرلاب. بعد مواجهة عاصفة شرسة في البحر تم إنقاذه من قبل صقر عملاق حيث وضعه على أرض آمنة حيث واصل مسيرته لاكتشاف تاريخ وثقافات آسيا المفعمة بالألوان. كان معبد أنغكور وات وتاج محل ومعبد السماء وبوروبودور من بين المعالم الهامة التي مر بها. كما تم التعامل مع باحث لعرض الثقافات المتعددة لمختلف المناطق الآسيوية. نورا من ناحية أخرى نزلت إلى الاستاد بقطعة قماش كبيرة جدا تزينها تغطي الأشرطة الشرقية بأكملها وهي تغني بالعربية لأنها يئست من انتظار حبيبها. مع أخوته الآسيويين الذين يساعدونه في طريق عودته إلى وطنه عاد باحث بأمان إلى نورا ودعا جميع الآسيويين للاحتفال بزواجهما.
وقد ركز الجزء الأخير من البرنامج الثقافي على باحث الذي أظهر لابنه مساهمات العالم العربي في العلوم الحديثة في الماضي والحاضر والمستقبل. دخل ستة وأربعون فارس أيضا الملعب في الجزء «تحية إلى فارس الصحراء».
بعد انتهاء القسم الرياضي وقسم القاضي بالإضافة إلى افتتاح الخطابات والملاحظات دخل مندوبون من 45 دولة ومنطقة في آسيا الملعب. للمرة الخامسة بعد الألعاب الأولمبية الصيفية 2000 ودورة الألعاب الآسيوية 2002 والألعاب الأولمبية الصيفية 2004 والألعاب الأولمبية الشتوية 2006 دخلت كوريا الشمالية وكوريا الجنوبية إلى الاستاد تحت علم واحد. وكانت العروض التي قدمها جاكي شونغ من هونج كونج والذي غنى معا الآن بالإضافة إلى نجمة بوليوود الهندية سونيدي تشوهان التي غنت الوصول إلى بمثابة تكريم للرياضيين. قامت ماجدة الرومي اللبنانية والمغني الإسباني خوسيه كاريراس بأداء «الضوء على الطريق».
كانت اللحظة الأكثر دراماتيكية عندما ركب محمد بن حمد آل ثاني حصانه ليصعد الدرج إلى أعلى الملعب لإضاءة مرجل عملاق في شكل اسطرلاب عملاق. تم نقل الشعلة إلكترونيا إلى برج أسباير خارج الاستاد وسرعان ما انفجرت الألعاب النارية مما يشير إلى بداية دورة الألعاب الآسيوية 2006. انزلق الحصان تقريبا في هذه العملية. شوهد هذا المقطع دوليًا.